# Jeanius
Jeanius è il terzo album della rapper statunitense Jean Grae, pubblicato nel 2008. Quasi interamente prodotto da 9th Wonder, il disco è stato apprezzato dalla critica.
| Recensione       | Giudizio |
| ---------------- | -------- |
| AllMusic         | [ 1 ]    |
| The A.V. Club    | B        |
| Robert Christgau | A-       |
| RapReviews       | [ 4 ]    |
| Pitchfork        | [ 5 ]    |

## Tracce
1. Intro – 2:00 (musica: 9th Wonder)
2. 2-32' s (featuring Daily Planet) – 4:07 (musica: 9th Wonder)
3. Don't Rush Me – 4:14 (musica: 9th Wonder)
4. My Story – 4:31 (musica: 9th Wonder)
5. The Time Is Now (featuring Phonte) – 3:43 (musica: 9th Wonder)
6. Billy Killer – 3:54 (musica: 9th Wonder)
7. Think About It – 4:06 (musica: 9th Wonder)
8. #8 – 4:06 (musica: Khrysis)
9. American Pimp (featuring Median) – 3:12 (musica: Khrysis)
10. This World – 3:07 (musica: 9th Wonder)
11. Love Thirst – 5:44 (musica: 9th Wonder)
12. Desperada – 3:31 (musica: 9th Wonder)
13. Smashmouth (featuring K Hill, Edgar Allen Floe & Joe Scudda) – 4:59 (musica: Fatin)

## Classifiche
| Classifica (2008)         | Posizione massima |
| ------------------------- | ----------------- |
| US Heatseekers Albums     | 40                |
| US Top R&B/Hip-Hop Albums | 71                |